# Demetrios Deligannis
Demetrios Deligannis (in greco Δημήτριος Δεληγιάννης?; Trikolonoi, 1873 – ...) è stato un maratoneta greco.
Partecipò alle gare di atletica leggera delle prime Olimpiadi moderne che si svolsero ad Atene nel 1896, nella Maratona, dove arrivò sesto.